# Parma Associazione Sportiva 1959-1960
Questa pagina raccoglie le informazioni riguardanti il Parma Associazione Sportiva nelle competizioni ufficiali della stagione 1959-1960.

## Stagione
Nella stagione 1959-60 il Parma disputa il campionato di Serie B, un torneo a venti squadre che prevede tre promozioni e altrettante retrocessioni, con 34 punti si piazza in 15ª posizione Salgono in Serie A il Torino, il Lecco ed il Catania, scendono in Serie C il Taranto, il Modena ed il Cagliari.
È un Parma fatto in casa, con molti giovani cresciuti nel vivaio diretto da Dante Boni, quello che si appresta alla nuova stagione, un Parma che ritorna alle vecchie maglie biancocrociate che riportano entusiasmo e pubblico al Tardini. Al confermato tecnico Guido Mazzetti la rosa viene indebolita dalle cessioni e dalle prolungate assenze nel corso del campionato di alcuni titolari quali Amedeo Balestrieri e Silvio Smersy, il Parma si trova così a lottare per mantenere la categoria. A poche giornate dal termine salta l'allenatore, sostituito da Mario Genta che a "suon di pareggi" riesce a traghettare la squadra ducale al porto della salvezza. In un torneo avaro di gol, si distinguono con otto reti Giampaolo Menichelli e Giuseppe Calzolari che sono risultati i migliori marcatori della stagione. Fugace anche l'apparizione in Coppa Italia, subito estromessi dalla Spal (1-5).

## Rosa
| N. |                   | Ruolo | Calciatore                    |
| -- | ----------------- | ----- | ----------------------------- |
|    | Italia (bandiera) | C     | Carlo Azzali                  |
|    | Italia (bandiera) | A     | Amedeo Balestrieri            |
|    | Italia (bandiera) | P     | Claudio Bandoni               |
|    | Italia (bandiera) | C     | Vasco Bertolotti              |
|    | Italia (bandiera) | A     | Giuseppe Calzolari            |
|    | Italia (bandiera) | D     | Ivo Cocconi                   |
|    | Italia (bandiera) | A     | Giovanni Battista Fracassetti |
|    | Italia (bandiera) | C     | Alfredo Lulich                |
|    | Italia (bandiera) | C     | Franco Marmiroli              |
|    | Italia (bandiera) | A     | Carlo Matteucci               |
|    | Italia (bandiera) | A     | Giampaolo Menichelli          |

| N. |                   | Ruolo | Calciatore         |
| -- | ----------------- | ----- | ------------------ |
|    | Italia (bandiera) | C     | Epifanio Morisi    |
|    | Italia (bandiera) | A     | Maurizio Pellacini |
|    | Italia (bandiera) | D     | Ermes Polli        |
|    | Italia (bandiera) | C     | Michele Pozzi      |
|    | Italia (bandiera) | C     | Giampiero Salomoni |
|    | Italia (bandiera) | D     | Primo Sentimenti   |
|    | Italia (bandiera) | D     | Aldo Silvagna      |
|    | Italia (bandiera) | A     | Silvio Smersy      |
|    | Italia (bandiera) | C     | Antonio Soncini    |
|    | Italia (bandiera) | A     | Giuliano Talignani |
|    | Italia (bandiera) | P     | Giovanni Valla     |

## Risultati

### Campionato

#### Girone di andata
| Arbitro: | Genel (Trieste) |

|             |           |               |
| Bellini 20’ | Marcatori | 15’ Calzolari |

| Arbitro: | Parisi (Messina) |

|                |           |               |
| Menichelli 75’ | Marcatori | 19’ Oltramari |

| Arbitro: | Zaza (Molfetta) |

|                              |           |                                 |
| Repetti 6’ Azzali 56’ (aut.) | Marcatori | 63’ Calzolari 83’ (rig.) Azzali |

| Arbitro: | Righetti (Torino) |

|  |           |              |
|  | Marcatori | 4’ Pistacchi |

| Arbitro: | Sebastio (Taranto) |

|                                           |           |  |
| Rossi 30’, 83’ Casarotto 71’ Calegari 85’ | Marcatori |  |

| Arbitro: | Cataldo (Reggio Calabria) |

|               |           |  |
| Marmiroli 56’ | Marcatori |  |

| Arbitro: | Samani (Trieste) |

|                           |           |                |
| Copreni 17’ Gagliardi 70’ | Marcatori | 12’ Menichelli |

| Arbitro: | Rigato (Mestre) |

|  |           |                          |
|  | Marcatori | 30’ Moschino 39’ Bearzot |

| Arbitro: | Politano (Cuneo) |

|               |           |  |
| Marmiroli 47’ | Marcatori |  |

| Arbitro: | Mori (Cremona) |

|                                        |           |  |
| Tomeazzi 2’ Ponzoni 35’, 39’ Lugli 82’ | Marcatori |  |

| Arbitro: | Gazzano (Genova) |

|               |           |  |
| Calzolari 51’ | Marcatori |  |

| Arbitro: | Sebastio (Taranto) |

|                         |           |  |
| Sentimenti V 47’ (aut.) | Marcatori |  |

| Arbitro: | Zaza (Molfetta) |

|                              |           |  |
| Menichelli 65’ Calzolari 68’ | Marcatori |  |

| Arbitro: | Grignani (Milano) |

|              |           |            |
| Salomoni 59’ | Marcatori | 50’ Buzzin |

| Arbitro: | Ferrari (Milano) |

|                      |           |              |
| Mosca 53’ Busato 60’ | Marcatori | 71’ Salomoni |

| Arbitro: | Righetti (Torino) |

|                        |           |  |
| Meanti 15’ Piaceri 61’ | Marcatori |  |

| Arbitro: | Mori (Cremona) |

|                                       |           |  |
| Basiliani 7’ (aut.) Azzali 81’ (rig.) | Marcatori |  |

| Parma 24 gennaio 1960 18ª giornata | Parma               | 0 – 0 | Lecco | Stadio Ennio Tardini\| Arbitro: \| Francescon (Padova) \| |
| Arbitro:                           | Francescon (Padova) |       |       |                                                           |

| Arbitro: | Politano (Cuneo) |

|                                        |           |                 |
| Puia 12’, 30’ Fortunato 15’ Secchi 88’ | Marcatori | 59’ Balestrieri |

#### Girone di ritorno
| Arbitro: | Rastrelli (Firenze) |

|                               |           |  |
| Calzolari 47’ Balestrieri 62’ | Marcatori |  |

| Arbitro: | Di Tonno (Lecce) |

|                    |           |                                   |
| Uzzecchini 2’, 16’ | Marcatori | 72’ (rig.) Azzali 80’ Balestrieri |

| Arbitro: | Samani (Trieste) |

|                |           |                  |
| Menichelli 44’ | Marcatori | 49’ Valentinuzzi |

| Arbitro: | Francescon (Padova) |

|                            |           |              |
| Pinti 11’, 76’ Ogliari 38’ | Marcatori | 9’ Calzolari |

| Arbitro: | Gambarotta (Genova) |

|            |           |  |
| Smersy 77’ | Marcatori |  |

| Arbitro: | Grignani (Milano) |

|           |           |               |
| Cella 60’ | Marcatori | 40’ Calzolari |

| Parma 20 marzo 1960 26ª giornata | Parma             | 0 – 0 | Simmenthal-Monza | Stadio Ennio Tardini\| Arbitro: \| Molinari (Genova) \| |
| Arbitro:                         | Molinari (Genova) |       |                  |                                                         |

| Arbitro: | Stanzione (Salerno) |

|                          |           |  |
| Gualtieri 21’ Crippa 78’ | Marcatori |  |

| Arbitro: | De Robbio (Torre Annunziata) |

|                                   |           |            |
| Fiorindi 18’ (rig.) Buonfrate 48’ | Marcatori | 87’ Lulich |

| Arbitro: | Righetti (Torino) |

|                           |           |                            |
| Smersy 14’ Menichelli 57’ | Marcatori | 27’ Tomeazzi 41’ Bolognesi |

| Arbitro: | Zaza (Molfetta) |

|                       |           |            |
| Ghersetich 38’ (rig.) | Marcatori | 46’ Smersy |

| Arbitro: | Borasio (Alessandria) |

|                |           |  |
| Menichelli 42’ | Marcatori |  |

| Arbitro: | Rebuffo (Milano) |

|              |           |            |
| Barbieri 11’ | Marcatori | 34’ Smersy |

| Arbitro: | Di Tonno (Lecce) |

|                          |           |                          |
| Caceffo 52’ Compagno 69’ | Marcatori | 38’ Smersy 40’ Calzolari |

| Arbitro: | D'Agostini (Roma) |

|                                |           |              |
| Menichelli 4’, 77’ Cocconi 68’ | Marcatori | 54’ Temellin |

| Arbitro: | Cariani (Roma) |

|            |           |            |
| Lulich 85’ | Marcatori | 90’ Congiu |

| Arbitro: | Borasio (Alessandria) |

|            |           |  |
| Maioli 70’ | Marcatori |  |

| Arbitro: | Gambarotta (Genova) |

|               |           |                 |
| Gilardoni 55’ | Marcatori | 81’ Fracassetti |

| Arbitro: | Adami (Roma) |

|                        |           |                  |
| Lulich 12’, 23’ (rig.) | Marcatori | 44’, 72’ Taccola |

### Coppa Italia
| Arbitro: | Adami (Roma) |

|                   |           |                                               |
| Azzali 20’ (rig.) | Marcatori | 12’ Morbello 25’, 87’ Massei 27’, 81’ Novelli |

## Statistiche

### Statistiche di squadra
| Competizione | Punti | In casa | In casa | In casa | In casa | In casa | In casa | In trasferta | In trasferta | In trasferta | In trasferta | In trasferta | In trasferta | Totale | Totale | Totale | Totale | Totale | Totale | DR  |
| Competizione | Punti | G       | V       | N       | P       | Gf      | Gs      | G            | V            | N            | P            | Gf           | Gs           | G      | V      | N      | P      | Gf     | Gs     | DR  |
| ------------ | ----- | ------- | ------- | ------- | ------- | ------- | ------- | ------------ | ------------ | ------------ | ------------ | ------------ | ------------ | ------ | ------ | ------ | ------ | ------ | ------ | --- |
| Serie B      | 34    | 19      | 9       | 8       | 2       | 22      | 12      | 19           | 0            | 8            | 11           | 16           | 38           | 38     | 9      | 16     | 13     | 38     | 50     | -12 |
| Coppa Italia |       | 1       | 0       | 0       | 1       | 1       | 5       | 0            | 0            | 0            | 0            | 0            | 0            | 1      | 0      | 0      | 1      | 1      | 5      | -4  |
| Totale       |       | 20      | 9       | 8       | 3       | 23      | 17      | 19           | 0            | 8            | 11           | 16           | 38           | 39     | 9      | 16     | 14     | 39     | 55     | -16 |

### Statistiche dei giocatori
| Giocatore        | Serie B  | Serie B | Coppa Italia | Coppa Italia | Totale   | Totale |
| Giocatore        | Presenze | Reti    | Presenze     | Reti         | Presenze | Reti   |
| ---------------- | -------- | ------- | ------------ | ------------ | -------- | ------ |
| C. Azzali        | 35       | 3       | 1            | 1            | 36       | 4      |
| A. Balestrieri   | 7        | 3       | -            | -            | 7        | 3      |
| C. Bandoni       | 37       | -50     | 1            | -5           | 38       | -55    |
| V. Bertolotti    | 5        | 0       | -            | -            | 5        | 0      |
| Bodrato          | -        | -       | 1            | 0            | 1        | 0      |
| G. Calzolari     | 31       | 8       | 1            | 0            | 32       | 8      |
| I. Cocconi       | 37       | 1       | 1            | 0            | 38       | 1      |
| G.B. Fracassetti | 8        | 1       | 1            | 0            | 9        | 1      |
| A. Lulich        | 26       | 4       | 1            | 0            | 27       | 4      |
| F. Marmiroli     | 16       | 2       | 1            | 0            | 17       | 2      |
| C. Matteucci     | 12       | 0       | -            | -            | 12       | 0      |
| G. Menichelli    | 37       | 8       | 1            | 0            | 38       | 8      |
| Misani           | -        | -       | 1            | 0            | 1        | 0      |
| E. Morisi        | 2        | 0       | -            | -            | 2        | 0      |
| M. Pellacini     | 2        | 0       | -            | -            | 2        | 0      |
| E. Polli         | 26       | 0       | 1            | 0            | 27       | 0      |
| M. Pozzi         | 6        | 0       | -            | -            | 6        | 0      |
| G. Salomoni      | 22       | 2       | -            | -            | 22       | 2      |
| P. Sentimenti    | 28       | 0       | -            | -            | 28       | 0      |
| A. Silvagna      | 26       | 0       | -            | -            | 26       | 0      |
| S. Smersy        | 16       | 5       | -            | -            | 16       | 5      |
| A. Soncini       | 37       | 0       | -            | -            | 37       | 0      |
| G. Talignani     | 1        | 0       | -            | -            | 1        | 0      |
| G. Valla         | 1        | 0       | -            | -            | 1        | 0      |